# Enriqueta Bombón
Enriqueta Bombón (Barcelona, 1925 – 1999) fue una de las cuatro primeras mujeres ilustradoras de género española de los años 40, con otras pioneras como Pili Blasco o Rosa Galcerán. Fue hermana de la también ilustradora Flores Bombón.

## Trayectoria
Durante el periodo de la dictadura de Franco, Bombón fue autora portadista de Cuadernos para niñas, una colección que pertenecía a la editorial catalana de cuentos y tebeos Ameller. Ilustró también algunas de las carátulas más relevantes de los cuentos de los Hermanos Grimm y Charles Perrault, pertenecientes a la colección Historietas Gráficas Pilarín de la misma editorial.
Entre sus obras más significativas y conocidas destacan las doce portadas de Las Pericias de Luisín y Chiquita. Asimismo, como autora prolífica, dibujó las muñecas recortables de las editoriales Bruguera y Roma siendo, además, una de las creadoras más destacadas en este género.
Bombón, junto a otras mujeres ilustradoras de su época, participó en algunas de las historias de las revistas infantiles de Falange Española de las JONS que llevaba por título Flechas y Pelayos.